# Hynerpeton bassetti
A Hynerpeton bassetti a négylábúak (Tetrapoda) főosztályának egyik korai, fosszilis faja.

## Tudnivalók
A Hynerpeton (magyarul: „Hyner-i mászkáló állat”) a késő devon korszak kezdetleges, négylábú ragadozója volt. Az állat 360 millió évvel élt ezelőtt. Mint minden más kezdetleges négylábút, a Hynerpetont is sokszor kétéltűnek nevezik, pedig nem is tartozik a kétéltűek osztályába. A késő devon idején, a kezdetleges növények faszerűvé fejlődtek, hatalmas erdőket alkotva, amelyek igen nagy mennyiségű oxigént bocsátottak a légkörbe. Lehet, hogy ez segített a Hynerpetonnak abban, hogy fejlettebb tüdeje alakuljon ki. Lehetséges, hogy a tüdeje hasonlított a mai szárazföldi gerincesek tüdejéhez. Csak kevés Hynerpeton csont került elé, ezek is csak a pennsylvaniai Red Hill Shale lelőhelynél. A talált maradványok két vállövből, két alsó állkapocsból, egy os iugale-ból és néhány gastraliumból állnak.
A vállöv felépítése, arra utal, hogy az állat egy kezdetleges négylábú volt. A talált maradványokról adatok vannak J.A. Clack, „Gaining Ground The Origin and Evolution of Tetrapods” című könyvében.
Az állat körülbelül 1,5 méter hosszú lehetett.
Feltételezik, hogy az őskétéltűek az izmosúszójú halakból fejlődtek ki, mint amilyen a Hyneria lindae is volt. E halaknak idővel az úszóik átalakultak lábakká és úszóhólyagjaik tüdőkké. Még ma sem tudott, hogy a Hynerpeton az őse e a szárazföldi gerinceseknek (beleértve az embert), mivel lábán nyolc ujj ült, nem öt, emiatt lehet, hogy csak egy „nagybátyjánk”.

## Hynerpeton az ismeretterjesztő filmekben
A Hynerpeton látható a BBC „Walking With Monsters” című ismeretterjesztő-sorozatában. A filmben tévesen mutatják, ahogyan az állat kifejlődik egy Cephalaspisból és elkezd járkálni a szárazföldön. Egyik Hynerpetonnak szörnyű halála van, mert egy Hyneria kimászik érte a szárazra. De nincs minden veszve, mert azelőtt éppen párosodott egy nőstény Hynerpetonnal, és génjei az utódokban megmaradtak.

## Lásd még
- Ichthyostega
- Acanthostega